# Lisau
Le Lisau est un cours d'eau du Béarn (département des Pyrénées-Atlantiques).
Il prend sa source sur la commune d'Escurès et se jette dans l'Arcis à Aubous.

## Hydronymie
L'hydronyme Lisau apparaît sous les formes lo Lizoo et le Lizeau (respectivement 1542 et 1673, réformation de Béarn), Liseau (1753, dénombrement de Castillon) et Lizo (1863, dictionnaire topographique Béarn-Pays basque).

## Département et communes traversés
Pyrénées-Atlantiques
- Arricau-Bordes
- Aubous
- Cadillon
- Castillon
- Conchez-de-Béarn
- Escurès
- Mont-Disse